# 인우드 (맨해튼)

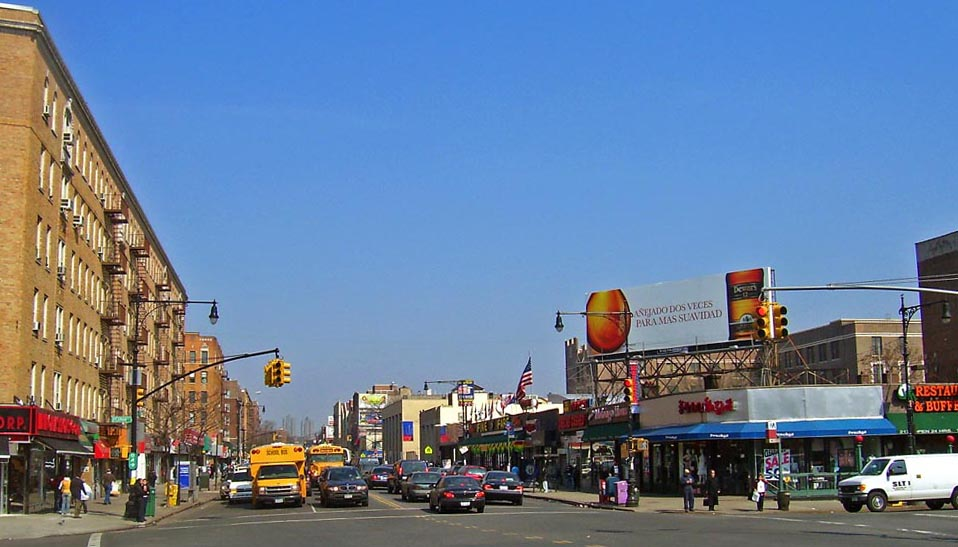
인우드

인우드(Inwood)는 뉴욕 맨해튼 가장 북쪽에 위치한 지구이다.
인우드는 미국 뉴욕 주 맨해튼 섬의 북쪽 끝에 있는 뉴욕시 맨해튼 자치구에 있는 동네이다. 서쪽으로는 허드슨 강, 북쪽으로는 스푸이텐 듀이빌 크릭과 마블 힐, 동쪽으로는 할렘 강, 남쪽으로는 워싱턴 하이츠와 경계를 이룬다.
인우드는 맨해튼 커뮤니티 디스트릭트 12(Manhattan Community District 12)의 일부이며 기본 우편 번호는 10034이다. 인우드는 뉴욕 경찰서(New York City Police Department)의 34번가 프레신트(34th Precinct)와 뉴욕 소방서(New York City Fire Department)의 엔진 컴퍼니 95/래더 컴퍼니 36(Engine Company 95/Ladder Company 36)에서 서비스를 제공한다. 정치적으로는 뉴욕 시의회의 7번째 및 10번째 지구에 속해 있다.